# Venezuela en los Juegos Olímpicos de Roma 1960
Venezuela participó por cuarta vez consecutiva en unos Juegos Olímpicos en la XVII edición desarrollada en Roma, Italia. Su delegación consistió de 36 atletas (31 hombres y 6 mujeres) participando en 9 deportes.
La representación venezolana fue similar a la de las Olimpíadas de Helsinki 1952, pero con la diferencia de que hubo por primera vez la inclusión de una delegación de vela y de halterofilia. Durante esta edición, el tirador Enrico Forcella obtendría la medalla de bronce en la competición de tiro en posición tendida, siendo la segunda para el país y hasta el momento su única en los eventos de ese tipo.
Por su parte, es de mencionar el regreso de la representación femenina luego de estar ausente en la última oportunidad, participando nuevamente en la esgrima y por primera vez en natación.
El abanderado fue Héctor Thomas, quien participó en las competiciones de atletismo.

## Atletas
La siguiente tabla muestra el número de atletas en cada disciplina:
| Deporte      | Hombres | Mujeres | Total |
| ------------ | ------- | ------- | ----- |
| Atletismo    | 7       | 0       | 7     |
| Boxeo        | 3       | 0       | 3     |
| Ciclismo     | 5       | 0       | 5     |
| Esgrima      | 4       | 4       | 8     |
| Tiro         | 6       | 0       | 6     |
| Natación     | 0       | 1       | 1     |
| Lucha        | 2       | 0       | 2     |
| Vela         | 2       | 0       | 2     |
| Halterofilia | 2       | 0       | 2     |
| Total        | 31      | 5       | 36    |

## Medallistas
| Medalla           | Nombre          | Deporte | Evento                         | Fecha            |
| ----------------- | --------------- | ------- | ------------------------------ | ---------------- |
| Medalla de bronce | Enrico Forcella | Tiro    | Rifle en posición tendido 50 m | 10 de septiembre |

| Deporte |   |   |   | Total |
| Tiro    | 0 | 0 | 1 | 1     |
| Total   | 0 | 0 | 1 | 1     |

## Diplomas olímpicos
| Puesto | Nombre                                                               | Deporte   | Evento            |
| ------ | -------------------------------------------------------------------- | --------- | ----------------- |
| 5      | Clive Bonas Horacio Esteves* Lloyd Murad Emilio Romero Rafael Romero | Atletismo | Relevos 4 × 100 m |

## Deportes

### Atletismo

#### Eventos de Pista
Masculino
| Atletas                                                              | Evento                      | Eliminatoria | Eliminatoria | Cuarto de final | Cuarto de final | Semifinal | Semifinal | Final     | Final     |
| -------------------------------------------------------------------- | --------------------------- | ------------ | ------------ | --------------- | --------------- | --------- | --------- | --------- | --------- |
| Atletas                                                              | Evento                      | Tiempo       | Lugar        | Tiempo          | Lugar           | Tiempo    | Lugar     | Tiempo    | Lugar     |
| Horacio Esteves                                                      | 100 m libre masculino       | 10.04        | 1 h3Q        | 10.05           | 1 h1Q           | 10.05     | 5 h2      | No avanzó | No avanzó |
| Lloyd Murad                                                          | 100 m libre masculino       | 10.07        | 2 h5Q        | 10.08           | 5 h4            | No avanzó | No avanzó | No avanzó | No avanzó |
| Lloyd Murad                                                          | 200 m libre masculino       | 21.8         | 3 h7         | No avanzó       | No avanzó       | No avanzó | No avanzó | No avanzó | No avanzó |
| Rafael Romero                                                        | 100 m libre masculino       | 10:7         | 3 h7Q        | 11:1            | 6 h4            | No avanzó | No avanzó | No avanzó | No avanzó |
| Rafael Romero                                                        | 200 m libre masculino       | 21:4         | 2 h11Q       | 21:4            | 7 h1            | No avanzó | No avanzó | No avanzó | No avanzó |
| Emilio Romero                                                        | 400 m libre masculino       | DNS          | DNS          | No avanzó       | No avanzó       | No avanzó | No avanzó | No avanzó | No avanzó |
| Clive Bonas Horacio Esteves* Lloyd Murad Emilio Romero Rafael Romero | 4 × 100 m relevos masculino | 41.11        | 3 h2 Q       | —               | —               | 40.49     | 2 h1 Q    | 40.83     | 5         |
| Víctor Maldonado                                                     | 400 m vallas                | 52.79        | 4 h6         | No avanzó       | No avanzó       | No avanzó | No avanzó | No avanzó | No avanzó |

#### Eventos de Campo
Masculino
| Atlestas    | Evento      | Clasificación   | Clasificación | Final           | Final     |
| Atlestas    | Evento      | Longitud/Altura | Lugar         | Longitud/Altura | Lugar     |
| ----------- | ----------- | --------------- | ------------- | --------------- | --------- |
| Clive Bonas | Salto largo | SM              | SM            | No avanzó       | No avanzó |

#### Combinado
Decatlón
| Héctor Thomas | Decatlón | 11,1         | 870          | 681 cm               | 728                  | 13,42 m           | 712               | 175 cm                  | 711                     | 54,1   | 576    | 5753 | 20. |
| Héctor Thomas | Decatlón | 110 m vallas | 110 m vallas | Lanzamiento de disco | Lanzamiento de disco | Salto con pértiga | Salto con pértiga | Lanzamiento de jabalina | Lanzamiento de jabalina | 1500 m | 1500 m | 5753 | 20. |
| Héctor Thomas | Decatlón | Tiempo       | Puntos       | Longitud/Altura      | Puntos               | Longitud/Altura   | Puntos            | Longitud/Altura         | Puntos                  | Tiempo | Puntos | 5753 | 20. |
| Héctor Thomas | Decatlón | 16,9         | 443          | 40,77 m              | 648                  | 320 cm            | 400               | 55,15 m                 | 549                     | 5:25,2 | 116    | 5753 | 20. |

### Boxeo
Masculino
| Atleta          | Evento                    | 1.ª Ronda          | 2.ª Ronda                                | Octavos de final                  | Cuartos de final   | Semifinales        | Final              | Final  |
| Atleta          | Evento                    | Oponente Resultado | Oponente Resultado                       | Oponente Resultado                | Oponente Resultado | Oponente Resultado | Oponente Resultado | Puesto |
| --------------- | ------------------------- | ------------------ | ---------------------------------------- | --------------------------------- | ------------------ | ------------------ | ------------------ | ------ |
| Mario Romero    | Peso ligero -60 kg        | bye                | Harry Campbell (USA) P 1–4               | No avanzó                         | No avanzó          | No avanzó          | No avanzó          | =17    |
| Miguel Amarista | Peso superligero -63,5 kg | bye                | Jorge Salomão (BRA) V 3–2                | Kim Deuk-Bong (KOR) P KO 2 Asalto | No avanzó          | No avanzó          | No avanzó          | =9     |
| Fidel Odreman   | Peso mediano -75 kg       | N/A                | Edward Crook (USA) P KO Técnico 1 Asalto | No avanzó                         | No avanzó          | No avanzó          | No avanzó          | =17    |

### Ciclismo

#### Ciclismo de Ruta
Masculino
| Atleta                                                          | Evento                                         | Tiempo            | Lugar       |
| --------------------------------------------------------------- | ---------------------------------------------- | ----------------- | ----------- |
| Arsenio Chirinos                                                | Ruta individual (174 km) masculino             | 4:40:37 (+0:20)   | 29          |
| Emilio Vidal                                                    | Ruta individual (174 km) masculino             | 9:48:37 (+5:28)   | 62          |
| José Ferreira                                                   | Ruta individual (174 km) masculino             | 4:57:38.9 (+7:47) | 63          |
| Francisco Mujica                                                | Ruta individual (174 km) masculino             | No finalizó       | No finalizó |
| José Ferreira Francisco Mujica Arsenio Chirinos Víctor Chirinos | 100 km ruta contrarreloj por equipos masculino | 2:30:52,30        | 23          |

### Esgrima
Florete individual masculino
- Jesús Gruber
- Freddy Quintero
- Luis García

Florete por equipo masculino
- Luis García, Freddy Quintero, Augusto Gutiérrez, Jesús Gruber

Sable individual masculino
- Augusto Gutiérrez
- Luis García

Florete individual femenino
- Belkis Leal
- Norma Santini
- Ingrid Sander

Florete por equipo femenino
- Ingrid Sander, Norma Santini, Belkis Leal, Omaira Teófila Marquis

### Halterofilia
- Oswaldo Solórzano
- Enrique Guitens

### Lucha

#### Estilo Libre
| Atleta         | Evento | Ronda de clasificación | Ronda de clasificación | Ronda de clasificación | Ronda de clasificación | Ronda de clasificación | Ronda Final        | Ronda Final |
| Atleta         | Evento | 1.ª Ronda              | 2.ª Ronda              | 3.ª Ronda              | 4.ª Ronda              | 5.ª Ronda              | Final / MB         | Final / MB  |
| Atleta         | Evento | Oponente Resultado     | Oponente Resultado     | Oponente Resultado     | Oponente Resultado     | Oponente Resultado     | Oponente Resultado | Posición    |
| -------------- | ------ | ---------------------- | ---------------------- | ---------------------- | ---------------------- | ---------------------- | ------------------ | ----------- |
| Rafael Durán   | −67 kg | Bong Ug-Won (KOR) P    | Mario Tovar (MEX) P    | No avanzó              | No avanzó              | No avanzó              | No avanzó          | =20         |
| César Ferreras | −87 kg | bye                    | Eugen Holzherr (SUI) P | Anatoly Albul (URS) P  | No avanzó              | No avanzó              | No avanzó          | =10         |

### Natación
- Annelisse Rockenbach
- Alberto Feo

### Tiro

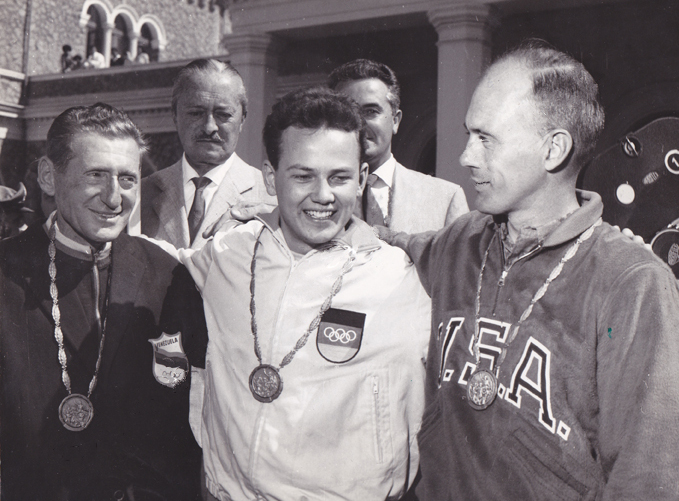
Enrico Forcella ganó la medalla de bronce en el rifle en posición tendido (50 m).

| Atleta            | Evento                                   | Final            | Final             |
| Atleta            | Evento                                   | Puntos           | Puesto            |
| ----------------- | ---------------------------------------- | ---------------- | ----------------- |
| Carlos Crassus    | Pistola libre 50 m masculino             | 572              | 26.               |
| Carlos Monteverde | Pistola libre 50 m masculino             | 483              | 52.               |
| Enrico Forcella   | Rifle en posición tendido 50 m masculino | 587              | Medalla de bronce |
| José Cazorla      | Rifle en posición tendido 50 m masculino | 570              | 46.               |
| Bram Zanella      | Foso olímpico                            | 572              | 26.               |
| Franco Bonato     | Foso olímpico                            | sin calificación | sin calificación  |

### Vela
| Atleta                             | Evento | Nombre del bote | Carrera | Carrera | Carrera | Carrera | Carrera | Carrera | Carrera | Carrera | Carrera | Carrera | Carrera | Carrera | Carrera | Carrera | Puntos | Total | Posición Final |
| Atleta                             | Evento | Nombre del bote | I       | I       | II      | II      | III     | III     | IV      | IV      | V       | V       | VI      | VI      | VII     | VII     | Puntos | Total | Posición Final |
| Atleta                             | Evento | Nombre del bote | Pos     | Pts     | Pos     | Pts     | Pos     | Pts     | Pos     | Pts     | Pos     | Pts     | Pos     | Pts     | Pos     | Pts     | Puntos | Total | Posición Final |
| ---------------------------------- | ------ | --------------- | ------- | ------- | ------- | ------- | ------- | ------- | ------- | ------- | ------- | ------- | ------- | ------- | ------- | ------- | ------ | ----- | -------------- |
| Daniel Camejo Octavio Peter Camejo | Star   | Espuma del Mar  | 23      | 154     | 23      | 154     | 23      | 154     | 15      | 340     | 18      | 261     | 13      | 402     | 22      | 174     | 1639   | 1485  | 21             |